# Lijst van burgemeesters van Vriezenveen
Dit is een lijst van burgemeesters van de voormalige Nederlandse gemeente Vriezenveen. Op 1 januari 2001 fuseerde Vrienzenveen en Den Ham tot de nieuwe gemeente Vriezenveen die op 1 juli 2002 hernoemd is in 'gemeente Twenterand'.
| Ambtsperiode                                                      | Naam burgemeester                                 | Partij of stroming | Bijzonderheden                                                   |
| ----------------------------------------------------------------- | ------------------------------------------------- | ------------------ | ---------------------------------------------------------------- |
| 1811 - 1814                                                       | Gerrit Engels                                     |                    | maire                                                            |
| 1814 - 1818                                                       | Gerrit Engels                                     |                    | schout                                                           |
| 1818 - 1830                                                       | Jan Kruys                                         |                    | 1e burgemeester, tot 1825 schout. Dagboek bewaard gebleven       |
| 1831 - 1852                                                       | Gerrit Engels                                     |                    |                                                                  |
| 1852 - 1870                                                       | Claas Kruys                                       |                    | neef van Jan Kruys. Koopman in Sint-Petersburg                   |
| 1870 - 1873                                                       | Alexander Leonard Nilant                          |                    | werd burgemeester van Markelo                                    |
| 1873 - 1879                                                       | Herman van Barneveld                              |                    | werd burgemeester van Avereest                                   |
| 1879 - 1885                                                       | Johannes Otto Meijer                              |                    |                                                                  |
| 1885 - 1931                                                       | Johannes Conradus Bouwmeester                     |                    |                                                                  |
| 1931 - 1933                                                       | Jan (J.M.) Krijger                                | CHU                |                                                                  |
| 1933 - 1939                                                       | Anne Peter Floris Arnold Jan Albarda              | CHU                |                                                                  |
| 1939 - 1944                                                       | Jan Krol Jzn.                                     |                    |                                                                  |
| 1944 - 1945                                                       |                                                   |                    | het burgemeesterschap werd door de wethouders waargenomen        |
| 16 april 1945                                                     | Jan Krol Jzn.                                     |                    | hij hervatte zijn functie, maar kreeg bevel de functie te staken |
| 1945 - 1971                                                       | Henri Willem Karel ridder Huyssen van Kattendijke | CHU                | tot 1946 waarnemend, werd burgemeester van Tietjerksteradeel     |
| 1971 - 1983                                                       | Cornelis van der Wolf                             | CHU                | eerder (waarnemend) burgemeester van Giethoorn en Wanneperveen   |
| 1983 - 1984                                                       | Ane Lieuwen                                       | CDA                | waarnemend, tevens burgemeester van Wierden                      |
| 1984 - 1993                                                       | drs. Dirk Jan van der Zaag                        | CDA                | was burgemeester van Zuidhorn, werd burgemeester van Goes        |
| 1993 - 2001                                                       | Lijntje Vellekoop-Tanis                           | CDA                | was burgemeester van IJsselham                                   |
| Fusiegemeente Vriezenveen vanaf 1 juli 2002 'gemeente Twenterand' |                                                   |                    |                                                                  |
| 2001 - (2009)                                                     | drs. Helmer Koetje                                | CDA                |                                                                  |
| vervolg zie: Lijst van burgemeesters van Twenterand               |                                                   |                    |                                                                  |